# Estação Ceilândia Centro
A Estação Ceilândia Centro é uma das estações do Metrô do Distrito Federal, situada em Ceilândia, entre a Estação Guariroba e a Estação Ceilândia Norte. Administrada pela Companhia do Metropolitano do Distrito Federal, faz parte da Linha Verde.
Foi inaugurada em 16 de abril de 2008. Localiza-se no cruzamento do Setor N CNN 2, Bloco A com o Setor N CNN 2, Conjunto H. Atende a região administrativa de Ceilândia.